# 黄名鑫
黄名鑫（1939年3月16日—2010年7月13日），男，江西广昌人，中华人民共和国政治人物，曾任中共江西省纪委副书记，江西省人大常委会副主任。